# Tribes: Ascend
Tribes: Ascend — распространяемая по модели Free-to-play компьютерная игра, сетевой многопользовательский шутер от первого лица, является продолжением серии Tribes. Разработана компанией Hi-Rez Studios. Дата выхода была объявлена на выставке PAX East и назначена на первый квартал 2012 года. Игра распространяется в виде цифровой дистрибуции, доступной любому желающему. Разработчики заявили, что не планируют выпуска игры на игровых консолях PlayStation 3 и Xbox 360. Средняя оценка игры по итогам 30 рецензий игровых изданий и порталов составляет 86 %.
В июле 2013 года сооснователем студии Hi-Rez и её главным операционным директором Тоддом Харрисом в открытом письме было заявлено, что игра более не получит никаких существенных обновлений, так как разработчики приняли решение сосредоточиться на развитии их MOBA-игры под названием SMITE.
В сентябре 2015 года разработка игры была неожиданно возобновлена и после серий тестовых патчей 10 декабря 2015 года выпущено крупное обновление Out of the Blue. Обновление 1.4 Parting Gifts, вышедшее в конце сентября 2016, является последним контентным обновлением для игры.

## Игровой процесс
Игра представляет собой многопользовательский командный шутер от первого лица с возможностью смены камеры в режим от третьего лица. Игровые карты довольно обширны и состоят в основном из холмов, склонов и гор; на них изредка встречаются предметы окружения, например, постройки. В начале матча каждый игрок выбирает персонажа определённого класса (на данный момент в игре доступны 3 разных класса). Класс также можно сменить непосредственно в ходе игры. Все классы обладают джетпаками — реактивными ранцами, позволяющими взлетать в воздух. Высота подъёма зависит от типа выбранного класса, а также от мощности джетпака персонажа. Джетпаки работают за счёт энергии, которая быстро заканчивается, после чего джетпак продолжает работать с перебоями, и не может обеспечить постоянную высоту. Энергия автоматически восстанавливается с разной скоростью у разных классов. Также все персонажи обладают возможностью скольжения по поверхности. Скорость скольжения зависит от массы персонажа. В игре имеется несколько режимов:
- Командный бой.
- Захват и удержание.
- Захват флага (Capture the Flag, CtF) — основной режим игры. Особенностью этого режима является тактическая составляющая. Каждая команда имеет собственную базу с постройками, которые могут быть как выведены из строя, так и отремонтированы. В этом режиме может быть вызвана различная военная техника.
- Захват флага «блиц» (CtF Blitz) — новый режим, появившийся в игре 22 августа с патчем 1.0.1082. Основное отличие от обычного CtF — после каждого успешного захвата флаг противника перемещается на другую позицию, ближе к тылу его базы.
- Арена 5Х5.

### Классы
На данный момент в игре имеются 3 класса. Они доступны игрокам с самого начала. Каждому классу доступно 9 ячеек, в которых можно сохранять комбинации различного вооружения, устройств и пр.
Легкий класс
Обладает наименьшим запасом здоровья и слабым вооружением, но имеет значительную скорость, возможность использовать невидимость и атаковать на значительном расстоянии с помощью снайперских винтовок. Замечательно справляется с похищением флага, а также с преследованием захвативших флаг игроков.
Средний класс
Обладает средним запасом здоровья и средним по урону вооружением. Средняя мобильность. Способен чинить различные сооружения. Одинаково сбалансирован для игры как в обороне, так и в нападении на средних и ближних дистанциях.
Тяжелый класс
Обладает самым большим запасом здоровья и мощным тяжелым вооружением. Одинаково хорош в атаке и обороне, во всём спектре дальности. Имеет посредственную скорость/мобильность.

### Скольжение
Как и в предыдущих играх серии Tribes, в Tribes: Ascend персонажи могут перемещаться в т. н. режиме скольжения (англ. skiing). Скольжение убирает трение с поверхностью, позволяя персонажу разгоняться до высоких скоростей, используя элементы окружения (спускаясь вниз по холмам, разгоняясь об взрывы и т. п.). Лёгкие классы способны разгоняться до 300 и более км/ч, в то время как обычная скорость полёта на джетпаке в Tribes: Ascend — около 75 км/ч.

### Вооружение
Оружие в игре можно разделить на несколько категорий:
- Автоматическое оружие, дробовики и пистолеты. Особенности этого оружия заключаются в высокой скорости полёта снарядов и пуль(дробовики и некоторые пистолеты наносят мгновенный урон), а также в относительно низком уроне. Наносимые повреждения падают с расстоянием.
- Взрывное воздействие. К этому типу вооружений относятся спинфузоры, гранатометы и им подобные. Особенностями данного типа вооружения является низкая скорость полёта зарядов и высокий урон. Спинфузоры и гранатометы также используются для набора скорости путём выстрела себе под ноги(соблюдая небольшое расстояние и угол).
- Снайперские винтовки. Главная особенность этого оружия — средний урон и моментальное попадание в цель. Наносимые повреждения падают с расстоянием. Для нанесения максимального урона из винтовок нужно пережидать некоторое время.
- Ручные гранаты. Наносят сильный урон по площади. Различаются между собой количеством наносимых повреждений, методом применения и временем срабатывания. Некоторые типы гранат используются для набора скорости, аналогично спинфузорам. Также некоторые разновидности гранат имеют свойство прилипать к разного рода поверхностям, в том числе и к телу.
- Мины. Наносят сильный урон по площади и одиночным целям. Используются для установки ловушек и на угрожаемых направлениях. Могут быть уничтожены внимательным противником.
- Ручные мортиры (миномёты). Как правило используются для навесной стрельбы по площадям.

## Отзывы
| Сводный рейтинг       | Сводный рейтинг |
| Агрегатор             | Оценка          |
| --------------------- | --------------- |
| GameRankings          | 88,06 %         |
| Русскоязычные издания |                 |
| Издание               | Оценка          |
| PlayGround.ru         | 9,1/10          |

## Внешние ссылки
- Официальный сайт